# فرانک مالاگاسی
فرانک مالاگاسی (به فرانسوی: franc malgache) یکای پول رایج در ماداگاسکار تا ۱ ژانویه ۲۰۰۵ بود. مسئولیت کنترل این یکای پول برعهدهٔ بانک مرکزی ماداگاسکار قرار داشت.